# Kulifai Tamás
Kulifai Tamás (Budapest, 1989. május 4. –) világbajnok és olimpiai ezüstérmes magyar kajakozó.
2005-ben a Gödi SE versenyzőjeként az ifjúsági maratoni világbajnokságon kettes 21 km-en hatodik volt. 2007-ben K1-ben ötödik volt az ifik között ugyancsak a maratoni vb-n. 2009-től már az MTK-ban versenyzett. Ebben az évben az U23-as maratoni vb-n tizenharmadik volt K1-ben.
2011-ben az Európa-bajnokságon hatodik lett Tóth Dáviddal a kajak kettes 500 méteres versenyben. A vb-n ugyanez az egység, ugyanezen a távon világbajnok lett. A következő évben, az olimpia miatt 1000 méteren próbáltak bekerülni a válogatottba, de ez nem sikerült. A kajak négyesben indulhatott az Eb-n, mellyel ötödik lett, majd augusztusban a londoni olimpián ugyanebben a számban ezüstérmet nyert. 2012 decemberében a Vasas SC-hez igazolt.
A 2013-as Európa-bajnokságon négyesben (Tóth, Kammerer, Pauman) bronzérmet nyert.

## Díjai, elismerései
- A Magyar Érdemrend lovagkeresztje (2012)